# Cucunubá
Cucunubá es un municipio colombiano ubicado en el departamento de Cundinamarca. Forma parte de la provincia de Ubaté. Se sitúa a ochenta y ocho kilómetros al norte de Bogotá.

## Toponimia

### Origen lingüístico[3]
- Familia lingüística: Chibcha
- Lengua: Muysccubun

### Significado
El topónimo Cucunubá, en muysc cubun (idioma muisca) quiere decir «semejanza de cara», según Acosta Ortegón. 

### Origen / Motivación
Cucunubá es el nombre original con que se encontraron los europeos al arribar a la región que hoy identifica como municipio. La expresión presenta la relación de los elementos generadores de la vida que identifican, quizá fertilidad, crecimiento y avance de algo que se haya sembrado.
Según la versión local, el cerro sobre el cual está recostado el poblado, uno de los siete que lo circundan, visto de lejos tiene figura de rostro humano, y de ahí provendría la toponimia del municipio.

### Nombres históricos
- San Salvador de Cucunubá (1749)

## Historia
El primer encomendero fue Juan de Montalvo. El 27 de abril de 1577, la Real Audiencia de Santafé de Bogotá comisionó a Rodrigo Tellez de las Peñas como juez poblador para hacer la población del repartimiento de Cucunubá, que quedó delimitado por siete cerros: Fumbraguila, Tuguagula, Foquegula, Cucuachonchiquia, Guaguachiquia Tiguavita y Chiangosguala. El 17 de julio de 1600, el oidor visitador Luis Enríquez, despachó desde Zipaquirá un auto de vita notificando al encomendero de Cucunubá para que congregar a los indios de su pueblo. El 1 de agosto, Luis Enríquez llegó a Cucunubá, inspeccionó las tierras y las labranzas de trigo y de maíz. Al día siguiente, el 2 de agosto, acompañado por los oficiales que lo acompañaban, convocó a los caciques indígenas, y por medio del intérprete Blas Martín, levantó el Acta de Fundación. Ese mismo día se contrató la construcción de la iglesia.

## Geografía
Una amplia zona del municipio se encuentra ubicada en el valle de Ubaté, a la vez que otro sector se encuentra en un área montañosa que alcanza los 3200 m s. n. m., correspondientes a la Cordillera Oriental. Entre los puntos más altos se destacan los cerros de La Campana, La Esquina, Mata Redonda y Pajonal, entre otros. 
En sus territorios se encuentra parte de la laguna de Cucunubá y de Suesca, teniendo además numerosas quebradas.

### Límites municipales
Cucunubá limita con los siguientes municipios
| Noroeste: Ubaté (Laguna de Cucunubá) | Norte: Ubaté y Lenguazaque | Nordeste: Lenguazaque              |
| Oeste: Sutatausa                     |                            | Este: Lenguazaque                  |
| Suroeste: Tausa                      | Sur: Suesca                | Sureste: Suesca (Laguna de Suesca) |

### División administrativa
Cucunubá se divide en 18 veredas, más su cabecera municipal. Las veredas son: Alto de Aire, Aposentos, Atraviesas, Buita, El carrizal, Chápala, El Ruhr, El Tablón, Hato de Rojas, Juaitoque, La Florida, La Laguna, La Ramada, La Toma, Media Luna, Peñas, Peñas de Palacio y Pueblo viejo.

## Economía
El municipio de Cucunubá tiene una vocación definida hacia la minería, con un total de 129 bocaminas que generan alrededor de 1600 empleos directos y 2700 indirectos, según estadísticas elaboradas por el municipio en el año 2003.
Las veredas de mayor producción son Pueblo Viejo, Peñas, La Ramada, Aposentos y El Tablón. El porcentaje de participación del sector minero dentro de la distribución del sector económico del municipio es del 70%. La producción de carbón según estadísticas de MINERCOL año 2002, llegó a 48.000 toneladas mes que representa el 43% de la explotación que tiene el departamento de Cundinamarca.
El segundo sector de la economía de importancia es la ganadería con un 15% de participación en la economía caracterizado por pequeñas fincas rurales, con un promedio de cuatro cabezas de ganado.
El tercero lo ocupa la agricultura con un 10% la cual es representativa en cultivos de papa, arveja y trigo cultivado en pequeñas parcelas o minifundios.
Con el 2.5 % se posiciona la explotación de canteras como areneras y receberas y chircales para la producción de ladrillo.
Dentro de las actividades de poca representatividad está el comercio con el 2% desarrollado en pequeñas tiendas y misceláneas y las artesanías con un 0.5%.

## Turismo
El municipio cuenta con diferentes atractivos turísticos, como:
- Laguna de Cucunubá
- Piedras de Palacios de oro
- En Cucunubá se produce y se vende los mejores textiles en lana de oveja criolla y algunas de razas importadas
- Hilado y confeccionado de elementos de lana en la cabecera municipal y en las veredas La Florida, Buita, Atraviesas, Carrizal, La Ramada, Juaitoque y La Toma)
- Parque de la Familia: Es un lugar donde se puede practicar deporte, cuenta con unas magníficas instalaciones para practicar los deportes de fútbol, tenis, microfútbol, baloncesto, voleibol, tejo, voleiplaya. En este lugar se puede realizar camping.
- Bosque de Cucunubá: Es un bosque nativo. El lugar cuenta con cabañas donde podrá hospedarse. Además se pueden realizar caminatas y cabalgatas.
- Riscos de la Laguna de Cucunubá: Lugar ideal para realizar rapel y en la cima obtener el premio de apreciar el Valle de Ubaté, la laguna de Cucunubá y el casco urbano del Municipio.
- Laguna de Cucunubá: Es un sitio que se presta para realizar en el mismo asados con opción de ascender el Cerro Los Buitres y apreciar desde allí la laguna de Cucunubá y el Valle de Ubaté.

## Movilidad
A Cucunubá se llega por las Rutas Nacionales 45 por Ubaté y 55 por Chocontá (por el río Bogotá) desde el municipio de Chía convergiendo las variantes al casco urbano cucunubense y de ahí se puede desplazar a Suesca y Lenguazaque.

## Cucunubenses ilustres
- Pedro Gómez Barrero. Fue uno de los impulsores de la arquitectura urbana de grandes proporciones en el país. Edificó el primer centro comercial de Bogotá y levantó el complejo residencial-hotelero más ambicioso de Latinoamérica.

|                                                   |
| Templo parroquial del Divino Salvador de Cucunubá |

|               |
| Centro urbano |

|         |
| Iglesia |

## Servicios públicos
- Energía Eléctrica: Enel, es la empresa prestadora del servicio de energía eléctrica.
- Gas Natural: Vanti es la empresa distribuidora y comercializadora de gas natural en el municipio.